# Muscle interosseux dorsal du pied
Pour l’article homonyme, voir muscle interosseux dorsal de la main.
Les muscles interosseux dorsaux du pied (Musculi interossei dorsales pedis) sont quatre muscles du membre inférieur situés dans la région plantaire du pied et dans les espaces entre les métatarsiens au niveau de leur partie dorsale.

## Description
Les muscles interosseux dorsaux du pied sont de petits muscles intrinsèques de la partie plantaire du pied. Ils unissent leurs deux métatarsiens voisins aux phalanges proximales des orteils.

## Origines
Les muscles interosseux dorsaux du pied se fixent sur les faces latérales des métatarsiens de leur espace correspondant.  Le premier muscle interosseux s'insère également sur une arcade fibreuse tendue entre les bases des deux premiers métatarsiens sous laquelle passe l'artère dorsale du pied.

## Trajets
Les muscles interosseux dorsaux du pied  se dirigent en avant en surplombant les muscles interosseux plantaires du pied.
Les muscles interosseux dorsaux se dirigent vers l'axe médian du pied formé par le deuxième orteil en se terminant par un tendon. 
La disposition est contraire pour les interosseux plantaires du pied. On retrouve exactement la même disposition pour les interosseux dorsaux de la main, à ceci près que l'axe de la main se fait sur le 3ème doigt (majeur ou médius) et non pas sur le 2ème orteil comme au pied.

## Terminaisons
Le tendon du premier muscle interosseux dorsal du pied se termine sur la face médiale de la base de la phalange proximale du deuxième orteil.
Le tendon du deuxième muscle interosseux dorsal du pied se termine sur la face latérale de la base de la phalange proximale du deuxième orteil.
Le tendon du troisième muscle interosseux dorsal du pied se termine sur la face latérale de la base de la phalange proximale du troisième orteil.
Le tendon du quatrième muscle interosseux dorsal du pied se termine sur la face latérale de la base de la phalange proximale du quatrième orteil.

## Innervation
Les muscles interosseux dorsaux sont innervés par le nerf plantaire latéral

## Vascularisation
Les muscles interosseux dorsaux sont vascularisés par des rameaux de l'artère arquée du pied.

## Anatomie fonctionnelle
Les muscles interosseux dorsaux sont fléchisseurs de la première phalange sur le métatarsien correspondant et écartent les troisième et quatrième orteils de l'axe du pied.

## Galerie

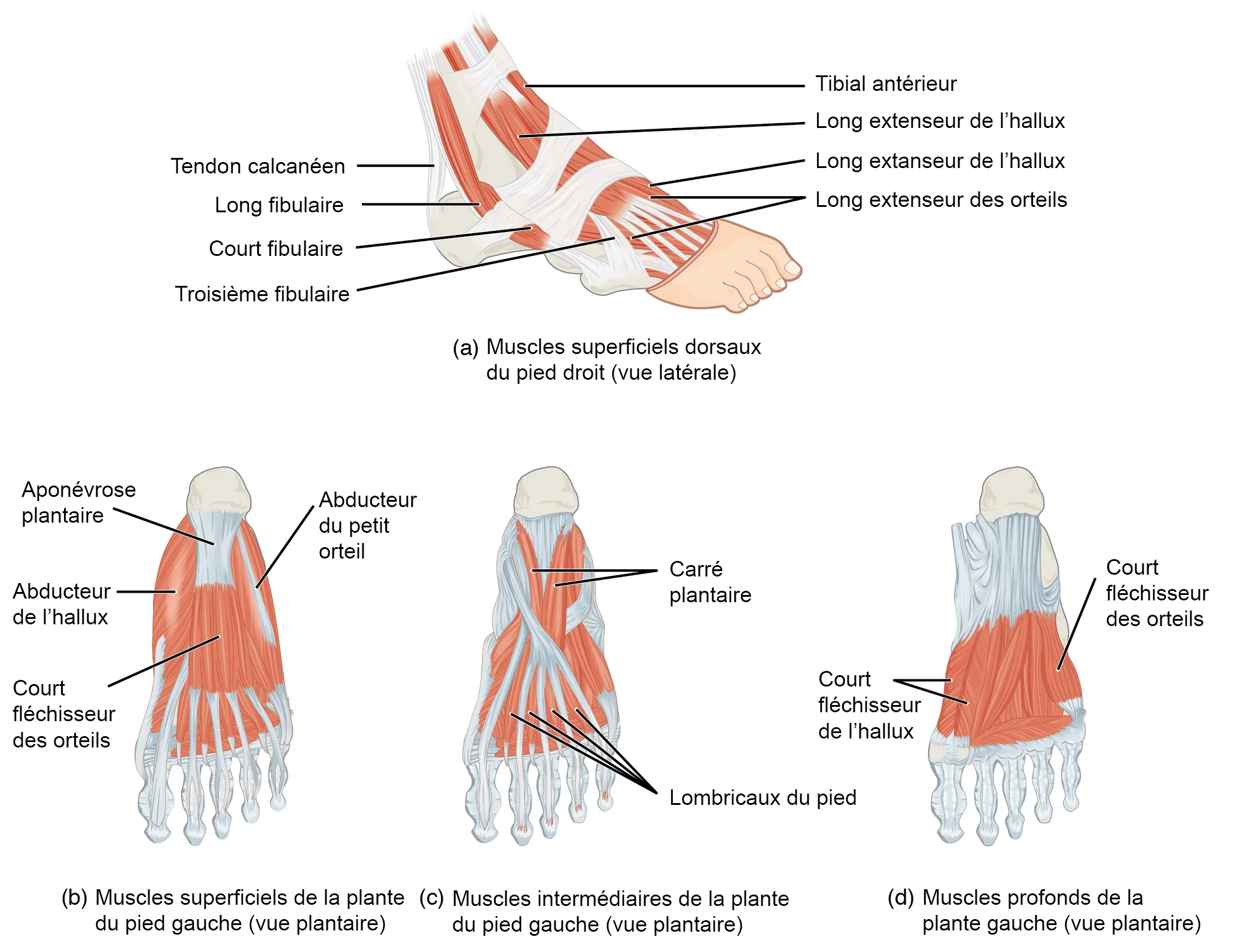
Muscle du pied
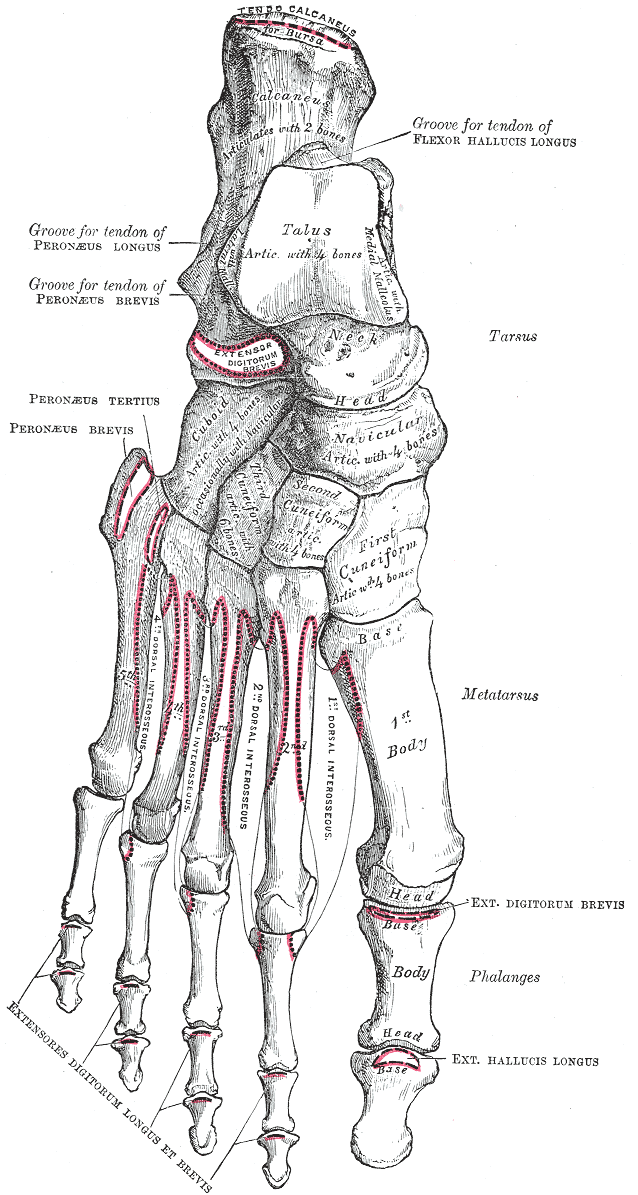
Vue dorsale des os du pied droit
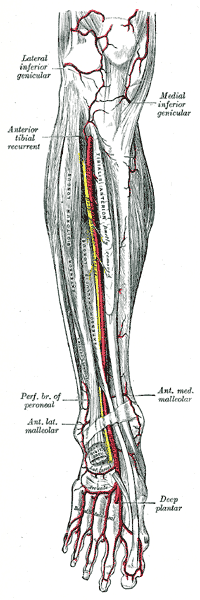
Vascularisation de la face antérieure de la jambe et de la face dorsale du pied.
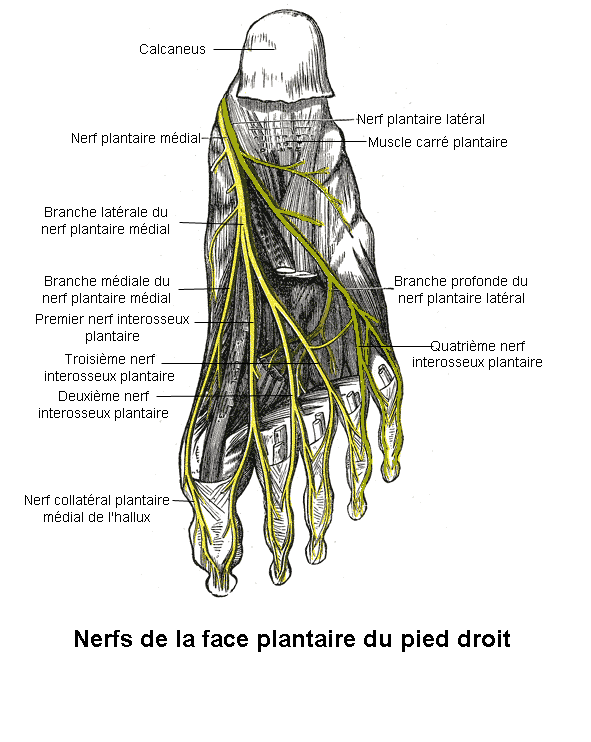
Nerfs de la face plantaire du pied